# Lepturges comptus
Lepturges comptus là một loài bọ cánh cứng trong họ Cerambycidae.